# 张德福
张德福（1928年—1991年6月16日），山东文登人，中国人民解放军中将。
1988年，授予中国人民解放军中将。曾任成都军区副司令员。1991年6月前往中國與尼泊爾邊界視察時，其乘坐的黑鷹直升機在向右180度轉彎時撞山，機上13人全員罹難。